# 스튜디오 원 (소프트웨어)
스튜디오 원(Studio One)은 디지털 오디오 워크스테이션(DAW) 소프트웨어의 일종으로, 음악을 제작, 녹음, 마스터링하는데 사용되는 소프트웨어이며 macOS와 윈도우용으로 프리소너스 소프트웨어사가 개발하였다.

## 초기 개발
2006년에 Wolfgang Kundrus, Matthias Juwan가 설립한 스타트업 기업인 KristalLabs Software Ltd.는 프리소너스와 협력하여 스튜디오 원을 작업하기 시작했다. Kundrus는 큐베이스의 초기 개발자들 가운데 한 명이었으며 스테인버그를 위한 Nuendo의 주된 개발자이기도 하였다.
Juwan은 버전 3의 버추얼 스튜디오 테크놀로지(VST) 플러그인 사양을 작성하였으며 프리웨어 KRISTAL 오디오 엔진을 작성하였다. KristalLabs는 나중에 프리소너스의 중요한 부분으로 자리잡았다. Wolfgang Kundrus는 2014년에 프리소너스를 떠났으며 지금은 이스트웨스트 사운드의 소프트웨어 개발 책임자이다. 원래 Steinberg 출신의 다른 팀원들 중에는 Maik Oppermann과 Eike Jonas가 있다.

## 에디션
스튜디오 원은 3가지 에디션이 있다:
- 스튜디오 원 프라임(Studio One Prime): 초보자의 디지털 오디오 녹음용 및 소프트웨어 테스트용 무료 버전. 다른 버전의 기능들의 하위 집합을 포함한다. 그러나 무제한의 트랙 수와 여러 오디오 처리 플러그인을 포함하고 있다.
- 스튜디오 원 아티스트(Studio One Artist): 기본적인 녹음 기능을 원하는 음악가용. 프리소너스는 현재 모든 하드웨어 제품에 이 기능을 포함하고 있다. 대부분의 서드파티 플러그인 효과나 악기를 지원하지는 않는다. VST/AU/리와이어(Rewire) 지원, MP3 변환기, 루프 등을 추가하기 위해 프리소너스 스토어(Presonus store for Prime and Artist)에서 추가 기능을 선택적으로 다운로드할 수 있다.
- 스튜디오 원 프로페셔널(Studio One Professional): 모든 프리소너스 가상 악기(Impact, Mai Tai, Mojito, Presence, SampleOne)와 프리소너스의 37개 가상 효과의 완전한 목록을 제공하는 전문가 수준의 음악 제작을 위한 완전한 버전. 무제한의 오디오, MIDI, 악기 트랙, 버스, 효과 채널, 기능뿐 아니라 마스터링을 위한 도구들이 모여있는 프로젝트 페이지를 제공한다.